# Oči otevřený
Oči otevřený je název studiového alba skupiny Švihadlo, které vyšlo roku 2005. Nahráno bylo ve studiu mercury v Rokycanech a obsahuje 14 písniček.
Při nahrávání této desky začíná spolupráce mezi skupinou Švihadlo a dívčím vokálním kvartetem G*APEELS.

## Seznam písní
1. Oči otevřený
2. Vodopád
3. Human Bomb
4. Tváří v tvář
5. Death before dishonour
6. Čaroděj
7. Protější břeh
8. Iluze
9. Nightlife
10. Optimista
11. Lhář
12. Dobrá nálada
13. Jaro
14. Madness